# Francisco da Silva Borba
Francisco da Silva Borba (Matão, 28 de julho de 1932) é um letrólogo brasileiro, atuante no campo da linguista, conhecido principalmente por seus trabalhos sobre lexicografia e lexicologia, sendo considerado um dos maiores lexicógrafos do país.  É professor titular aposentado da Universidade Estadual Paulista.
Em particular, notabilizou-se como responsável pelo Dicionário de Usos do Português do Brasil (2002), que Evanildo Bechara considerou "o mais tecnicamente completo na descrição lexical de quantos já se elaboraram em língua portuguesa".